# Karol Filip Bernadotte
Karol Filip Bernadotte (szw. Carl Philip Edmund Bertil; ur. 13 maja 1979 w Sztokholmie) – książę Szwecji, książę Värmlandu. Jest drugim dzieckiem i jedynym synem króla Szwecji, Karola XVI Gustawa, oraz jego żony, Sylwii Sommerlath. Obecnie zajmuje czwarte miejsce w linii sukcesji do szwedzkiego tronu.
W 2015 ożenił się ze szwedzką modelką, Zofią Hellqvist. Mają razem trzech synów – Aleksandra (ur. 2016), Gabriela (ur. 2017) i Juliana (ur. 2021) oraz córkę, Ines (ur. 2025), którzy zajmują kolejno piąte, szóste, siódme i ósme miejsce w linii sukcesji do szwedzkiego tronu.

## Życiorys

### Narodziny i chrzest
Urodził się 13 maja 1979 roku w Pałacu Królewskim w Sztokholmie jako drugie dziecko króla Szwecji, Karola XVI Gustawa, oraz jego żony, Sylwii Sommerlath. Przyszedł na świat kilka tygodni przed planowanym terminem porodu. Jego ojciec przebywał wówczas na Mainau, aby świętować urodziny kuzyna swojego ojca, Lennarta. Otrzymawszy wiadomość o narodzinach syna, prędko powrócił do Szwecji.
Nowo narodzony następca szwedzkiego tronu otrzymał imiona Karol Filip Edmund Bertil (szw. Carl Philip Edmund Bertil). Imię Karol jest tradycyjnym imieniem występującym w szwedzkiej rodziny królewskiej, nosili je między innymi jego ojciec, Karol XVI Gustaw, a także pierwszy przedstawiciel dynastii Bernadotte na tronie Szwecji, Karol XIV Jan. Trzecie imię, Edmund, otrzymał na cześć swojego dziadka – Gustawa Adolfa, który tragicznie zginął w katastrofie lotniczej, a w kręgu rodzinnym znany był pod swoim ostatnim imieniem – Edmund. Ostatnie imię, Bertil, otrzymał natomiast po stryju ojca, a zarazem swoim ojcu chrzestnym, Bertilu.

Został ochrzczony w wierze luterańskiej 31 sierpnia 1979 roku w kaplicy Pałacu Królewskiego w Sztokholmie. Jego rodzicami chrzestnymi zostali: Leopold Bawarski (książę Bawarii), a także kuzynka ojca, Małgorzata II (królowa Danii), siostra ojca, Brygida Bernadotte (księżniczka Szwecji), oraz stryj ojca, Bertil Bernadotte (książę Hallandu), po którym otrzymał swoje ostatnie imię. Karol Filip wystąpił w tradycyjnym stroju, w którym jako pierwszy w 1906 roku został ochrzczony jego dziadek, Gustaw Adolf Bernadotte. Oprócz tego, zgodnie z tradycją zapoczątkowaną podczas chrztu jego starszej siostry, został ochrzczony wodą pochodzącą z drugiej co do wielkości wyspy szwedzkiej – Olandii.

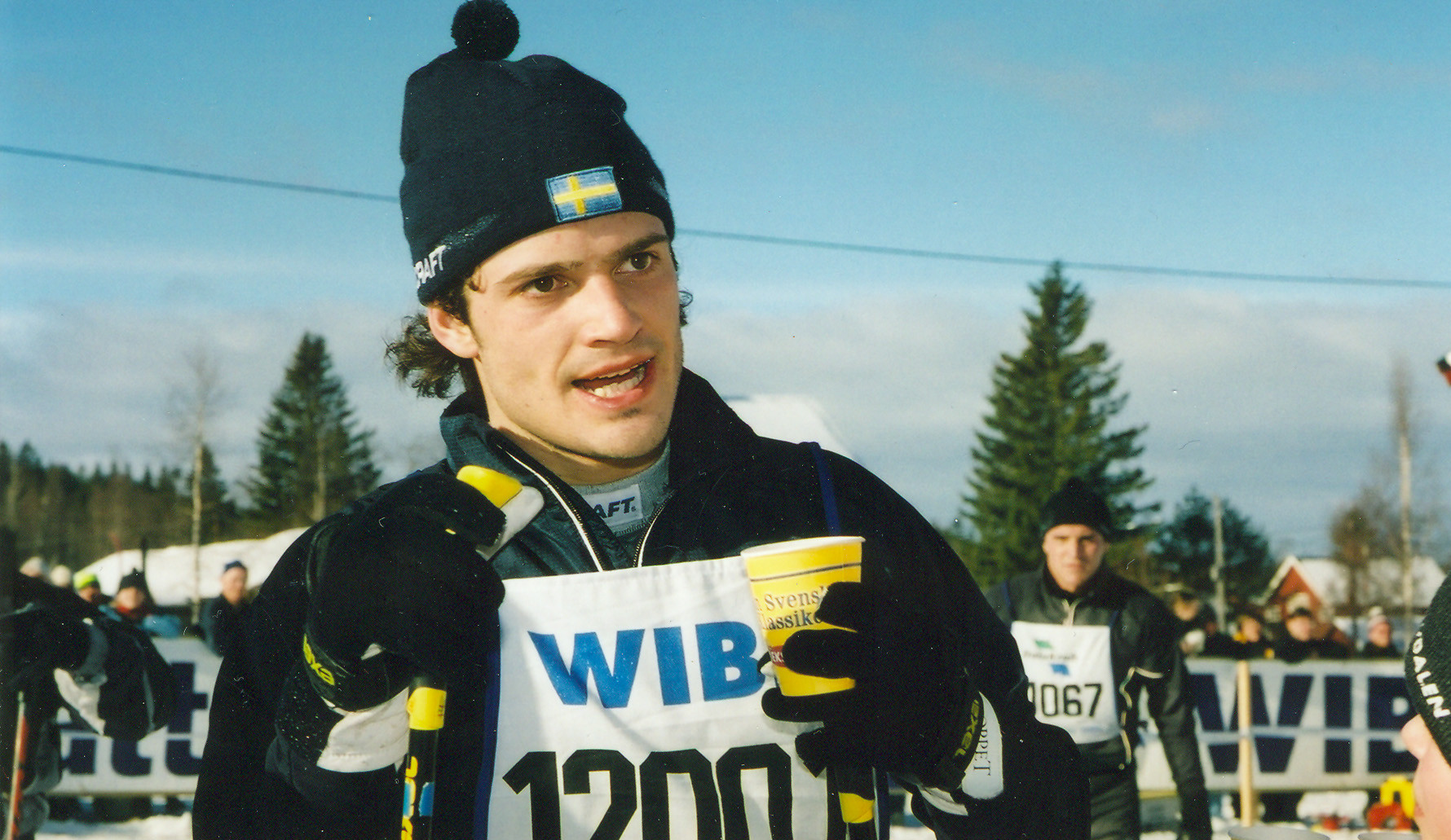
Karol Filip podczas Biegu Wazów (2004)

Karol Filip ma dwie siostry – Wiktorię (ur. 14 lipca 1977) i Magdalenę (ur. 10 czerwca 1982).

### Młodość
Urodził się jako następca tronu, ale po zmianie ustawy sukcesyjnej, wprowadzającej zasadę primogenitury niezależnie od płci, po 8 miesiącach, 1 stycznia 1980 roku stracił ten tytuł na rzecz starszej siostry – Wiktorii. Stało się to wbrew wielowiekowej tradycji (wywodzącej się z zasad prawa salickiego) i zastrzeżeniom jego ojca, który protestował przeciw ustawie o działaniu retroaktywnym.
Uczęszczał do przedszkola Västerled, następnie do szkół: Smedslättsskolan, Ålstensskolan i Enskilda Gymnasiet. Podobnie jak ojciec i starsza siostra, u Karola Filipa została stwierdzona dysleksja. W 1994 roku został konfirmowany w kościele Vadstena. Tego samego roku przeniósł się do Stanów Zjednoczonych, aby uczyć się w Kent School, prywatnej szkole w Connecticut, gdzie spędził dwa lata. Następnie zaczął uczęszczać do liceum Lundbergs, które znajdowało się w Värmland (prowincji, której jest księciem). Ponadto był harcerzem, odbył służbę wojskową i ukończył kurs na oficera marynarki.
W 2005 roku przedstawił pierwszą wystawę swoich fotografii. Kilka tygodni później ukończył Forsbergs School for Graphic Design. Książę postanowił dalej rozwijać się w zakresie fotografii i już w następnym roku przeniósł się do stolicy Stanów Zjednoczonych – Waszyngtonu, gdzie pracował w siedzibie National Geographic. Tam poznał Matthiasa Kluma, fotografa, z którym zwiedził wiele miejsc na świecie, rozwijając swoje umiejętności fotograficzne.

## Życie prywatne

### Małżeństwo
W 2010 roku poznał szwedzką modelkę i uczestniczkę Paradise Hotel, Zofię Hellqvist. Para zakochała się w sobie, ale – ze względu na przeszłość kobiety – spotkała się z nieprzychylnością mediów. Dziennikarze donosili nawet o tym, że siostry księcia nie zaakceptowały modelki u boku swojego brata i nie wspierają ich relacji. Ostatecznie pogłoski te zostały zdementowane. 27 czerwca 2014 roku zostały ogłoszone zaręczyny pary. 13 czerwca 2015 w kaplicy królewskiej w Pałacu Królewskim w Sztokholmie odbyła się ceremonia zaślubin. Drużbą księcia był jego przyjaciel, Jan-Åke Hansson. Suknię panny młodej zaprojektowała Ida Sjöstedt.

### Potomstwo
15 października 2015 roku ogłoszono, że para książęca spodziewa się swojego pierwszego dziecka. 19 kwietnia 2016 roku urodził się pierwszy syn księcia Karola Filipa, który otrzymał imiona Aleksander Eryk Hubert Bertil (szw. Alexander Erik Hubertus Bertil) oraz tytuł księcia Sudermanii.
23 marca 2017 roku ogłoszono, że żona księcia, Zofia Hellqvist, jest w kolejnej ciąży. 31 sierpnia 2017 roku urodziła drugiego chłopca, który otrzymał imiona Gabriel Karol Walter (szw. Gabriel Carl Walther) i tytuł księcia Dalarny.
11 grudnia 2020 roku ogłoszono, że para książęca spodziewa się swojego trzeciego dziecka. 26 marca 2021 roku urodził się trzeci chłopiec, który otrzymał imiona Julian Herbert Folke (szw. Julian Herbert Folke) oraz tytuł księcia Hallandu.

7 lutego 2025 roku żona Karola Filipa urodziła ich czwarte dziecko, córkę. Dziewczynka otrzymała imiona Ines Maria Liliana Sylwia (szw. Ines Marie Lilian Silvia) oraz tytuł księżnej Västerbotten.

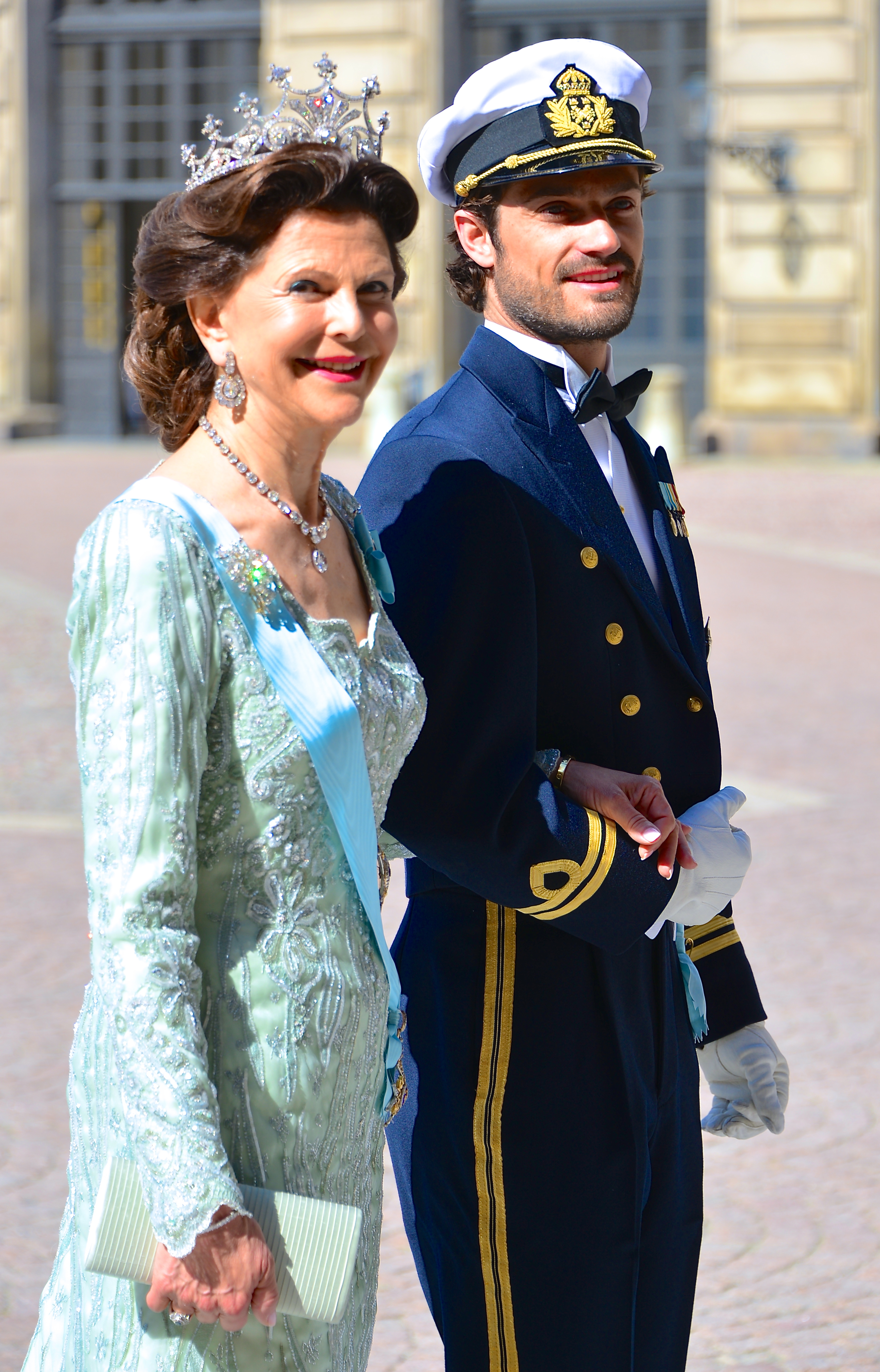
Karol Filip z matką w dniu ślubu siostry, Magdaleny (2013)

### Ojciec chrzestny
Jest ojcem chrzestnym księżniczki Stelli (ur. 2012), córki księżniczki Wiktorii i jej męża, Daniela Westlinga, a także księcia Mikołaja (ur. 2015), syna księżniczki Magdaleny i jej męża, Christophera O'Neilla.

## Tytulatura
13 maja 1979 – 31 grudnia 1979: Jego Królewska Wysokość książę koronny Szwecji, książę Värmlandu

Od 1 stycznia 1980: Jego Królewska Wysokość książę Karol Filip, książę Värmlandu

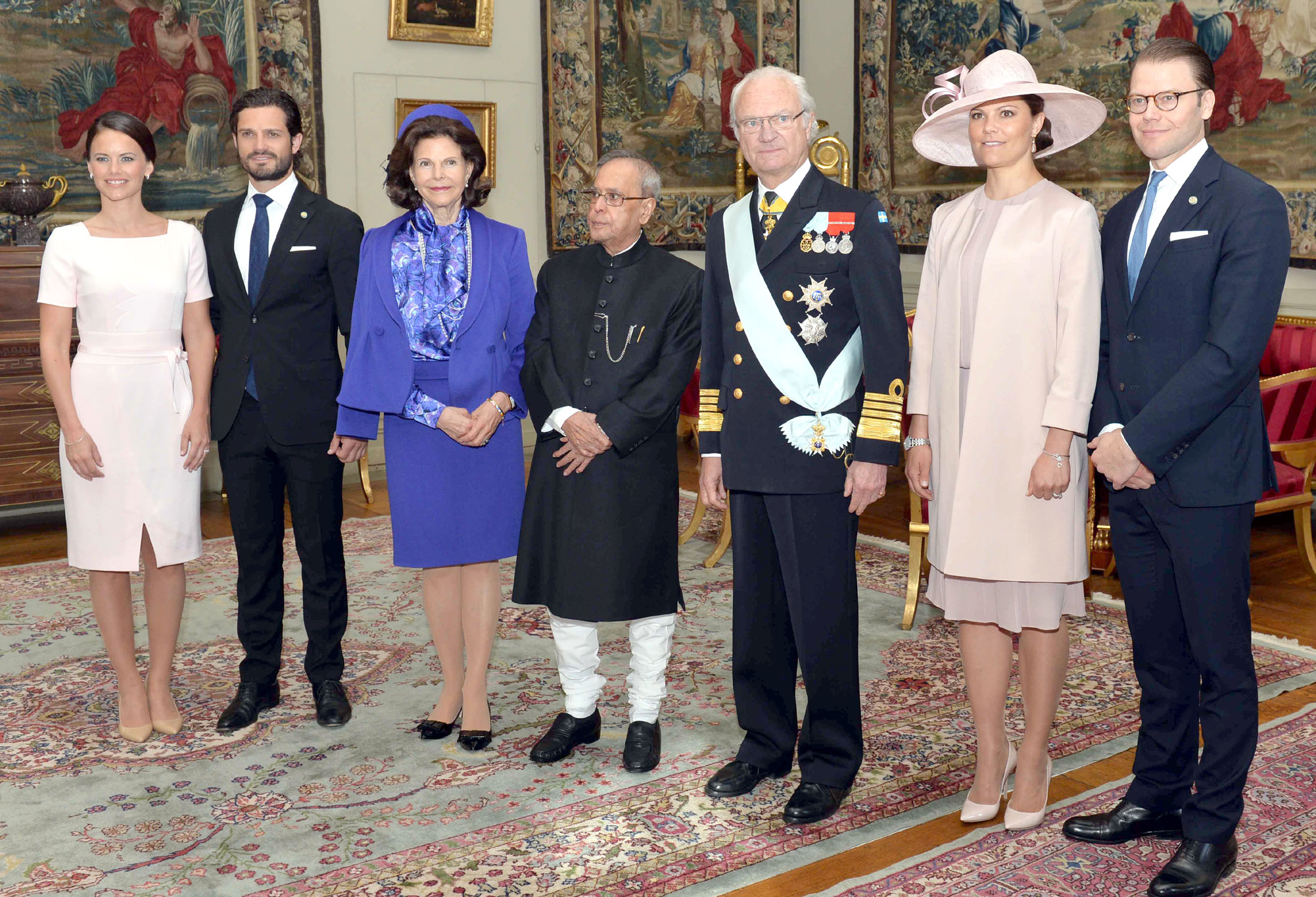
Karol Filip z żoną, matką oraz starszą siostrą i jej mężem podczas wizyty ówczesnego prezydenta Indii, Pranaba Mukherjee (2015)

## Odznaczenia
- Królewski Order Serafinów (1997)
- Komandor Orderu Gwiazdy Polarnej (2013)
- Order Karola XIII
- Medal Srebrny za Służbę w Siłach Zbrojnych
- Pamiątkowy Medal Zaślubin Księżniczki Wiktorii i Daniela Westlinga (2010)
- Pamiątkowy Medal Rubinowego Jubileuszu Karola XVI Gustawa (2013)
- Krzyż Wielki Order Rio Branco (2007, Brazylia)
- Order Krzyża Ziemi Maryjnej I klasy (2011, Estonia)
- Krzyż Wielki Orderu Białej Róży (2012, Finlandia)
- Wielka Wstęga Orderu Gwiazdy Jordanii (2003, Jordania)
- Krzyż Wielki Orderu Honoru (2008, Grecja)
- Krzyż Wielki Orderu Zasługi Adolfa de Nassau (2008, Luksemburg)
- Wielki Oficer Orderu Trzech Gwiazd (2005, Łotwa)
- Komandor Orderu Wierności Koronie Malezji (2005, Malezja)
- Krzyż Wielki Orderu Zasługi Republiki Federalnej Niemiec (2003, Niemcy)
- Krzyz Wielki Orderu Świętego Olafa (2005, Norwegia)
- Krzyż Wielki Orderu Wiernej Służby (2008, Rumunia)[29]
- Wielki Oficer Orderu Zasługi (2015, Tunezja)
- Krzyż Wielki Orderu Sokoła Islandzkiego (2018, Islandia)[30]

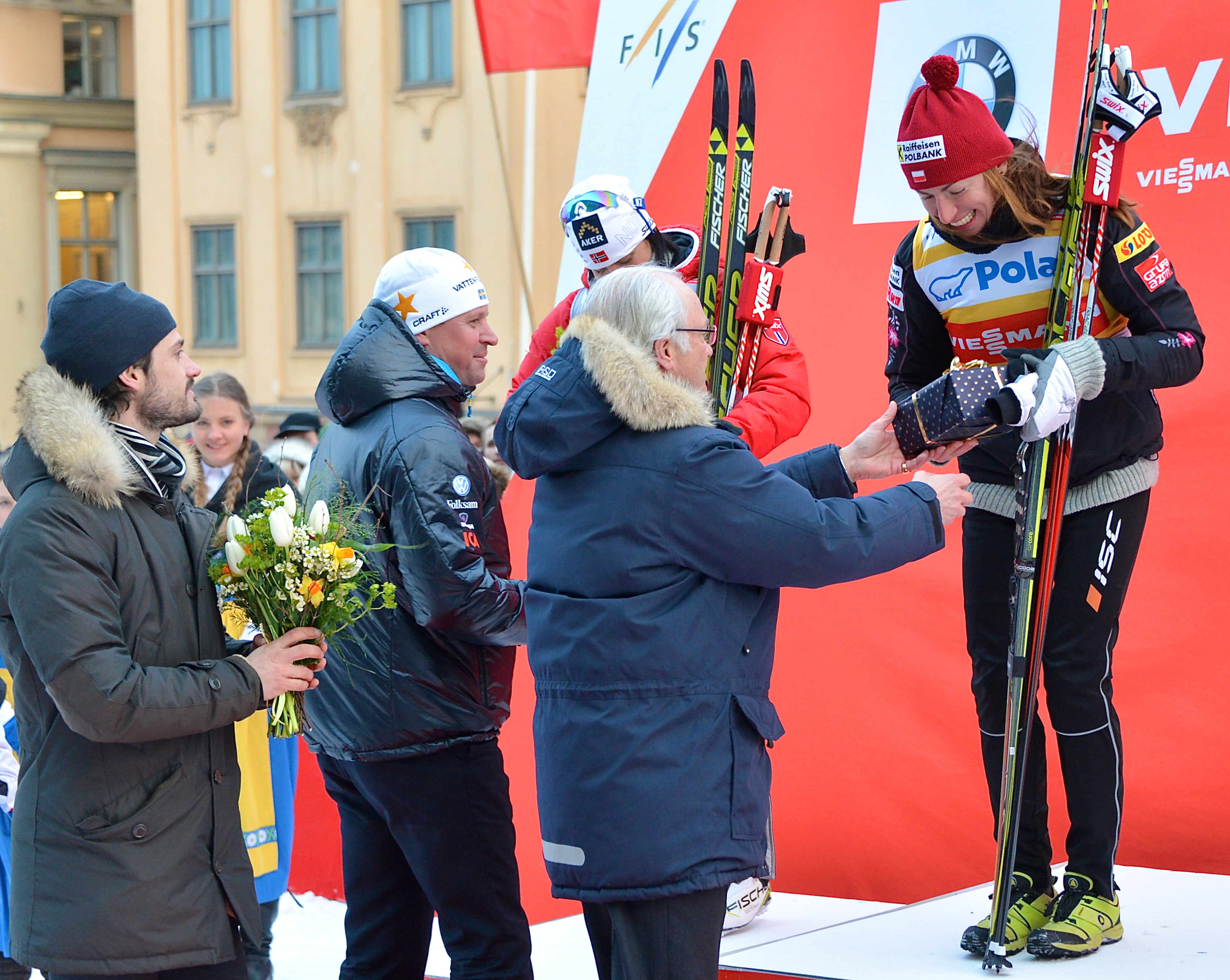
Karol Filip z ojcem w czasie wręczania nagród po jednym ze zwycięstw Justyny Kowalczyk w biegach narciarskich (2013)

- Order Korony (Holandia) – 2022[31]

## Genealogia
| Prapradziadkowie                          | Król Szwecji Gustaw V Bernadotte (1858–1950) ∞1881 Wiktoria Badeńska (1862–1930)         | Luiza Małgorzata Hohenzollern (1860–1917) ∞ 1879 Artur Koburg (1850–1942)                | Leopold Koburg (1853–1884) ∞1882 Helena Waldeck-Pyrmont (1861–1922)                     | Fryderyk Ferdynand Schleswig-Holstein-Sonderburg-Glücksburg (1855–1934) ∞1885 Karolina Matylda Schleswig-Holstein-Sonderburg-Augustenburg (1860–1932) | Carl Sommerlath (1834–1897) ∞1858 Anna Tille (1830–1898)                    | Johann Waldau (1828–1896) ∞1856 Sophie Schmidt (1824–1911)                  | Joaquim Floriano de Toledo (1842)– ∞1865 Maria Julia de Barros (1849–)      | Emiliano Baptista Soares (1852–1914) ∞ Joaquina Dias Novaes (1856–)         |
| Pradziadkowie                             | Król Szwecji Gustaw VI Adolf Bernadotte (1882–1973) ∞ 1905 Małgorzata Koburg (1882–1920) | Król Szwecji Gustaw VI Adolf Bernadotte (1882–1973) ∞ 1905 Małgorzata Koburg (1882–1920) | Karol Edward Koburg (1884–1954) ∞ 1905 Wiktoria Adelajda Schleswig-Holstein (1885–1970) | Karol Edward Koburg (1884–1954) ∞ 1905 Wiktoria Adelajda Schleswig-Holstein (1885–1970)                                                               | Moritz Sommerlath (1860–1930) ∞1886 Erna Waldau (1864–1944)                 | Moritz Sommerlath (1860–1930) ∞1886 Erna Waldau (1864–1944)                 | Arthur Floriano de Toledo (1873–1935) ∞1900 Elisa Novaes Soares (1881–1928) | Arthur Floriano de Toledo (1873–1935) ∞1900 Elisa Novaes Soares (1881–1928) |
| Dziadkowie                                | Gustaw Adolf Bernadotte (1906–1947) ∞ 1932 Sybilla Koburg (1908–1972)                    | Gustaw Adolf Bernadotte (1906–1947) ∞ 1932 Sybilla Koburg (1908–1972)                    | Gustaw Adolf Bernadotte (1906–1947) ∞ 1932 Sybilla Koburg (1908–1972)                   | Gustaw Adolf Bernadotte (1906–1947) ∞ 1932 Sybilla Koburg (1908–1972)                                                                                 | Walther Sommerlath (1901–1990) ∞1925 Alice Soares de Toledo (1906–1997)     | Walther Sommerlath (1901–1990) ∞1925 Alice Soares de Toledo (1906–1997)     | Walther Sommerlath (1901–1990) ∞1925 Alice Soares de Toledo (1906–1997)     | Walther Sommerlath (1901–1990) ∞1925 Alice Soares de Toledo (1906–1997)     |
| Rodzice                                   | Król Szwecji Karol XVI Gustaw (ur. 1946) ∞1976 Sylwia Sommerlath (ur. 1943)              | Król Szwecji Karol XVI Gustaw (ur. 1946) ∞1976 Sylwia Sommerlath (ur. 1943)              | Król Szwecji Karol XVI Gustaw (ur. 1946) ∞1976 Sylwia Sommerlath (ur. 1943)             | Król Szwecji Karol XVI Gustaw (ur. 1946) ∞1976 Sylwia Sommerlath (ur. 1943)                                                                           | Król Szwecji Karol XVI Gustaw (ur. 1946) ∞1976 Sylwia Sommerlath (ur. 1943) | Król Szwecji Karol XVI Gustaw (ur. 1946) ∞1976 Sylwia Sommerlath (ur. 1943) | Król Szwecji Karol XVI Gustaw (ur. 1946) ∞1976 Sylwia Sommerlath (ur. 1943) | Król Szwecji Karol XVI Gustaw (ur. 1946) ∞1976 Sylwia Sommerlath (ur. 1943) |
| Karol Filip Bernadotte (ur. 13 maja 1979) |                                                                                          |                                                                                          |                                                                                         | |                                                                             |                                                                             |                                                                             |                                                                             |